# Izquierda verde
El término izquierda verde se usa principalmente para referirse a una combinación practica política con ideologías de ambientalismo, feminismo, socialismo y pacifismo en los países donde se usa el término. Es principalmente una ideología orientada hacia la justicia social y los derechos humanos, con una expansión en el enfoque de los derechos de otras especies, y están definidas dentro del espacio ideológico del ecosocialismo.
El nombre Izquierda Verde también es utilizado por una variedad de organizaciones que defienden los principios socialistas o marxistas pero con un mayor énfasis en la preservación del medio ambiente que las anteriores iteraciones del socialismo y el comunismo.